# Gaël Poirée
Gaël Poirée (* 18. Juni 1978) ist ein früherer französischer Biathlet.

## Leben und Karriere
Gaël Poirée aus La Chapelle-en-Vercors ist der jüngere Bruder der Biathlon-Legende Raphaël Poirée und Schwager von Liv Grete Poirée. Er begann 1993 mit dem Biathlon und startete für den SC Dovares. 1997 trat er bei seinen ersten Junioren-Weltmeisterschaften in Forni Avoltri an und wurde Zehnter im Einzel. Ein Jahr darauf erreichte er in Jericho nur die Ränge 44 im Einzel und 31 im Sprint. 1999 debütierte er bei einem Staffelrennen in Ruhpolding im Biathlon-Weltcup. Er war Startläufer und übergab an seinen Bruder an zweiter Stelle. Am Ende wurde die Staffel Achter. Anschließend debütierte er auch in Champex-Lac im Biathlon-Europacup. Sowohl im Einzel als auch im Sprint wurde Poirée Dritter. 2000 startete der Franzose erstmals bei einer Europameisterschaft. In Zakopane war ein 14. Platz in der Verfolgung sein bestes Resultat. Ein Jahr später erreichte er in Haute-Maurienne sein bestes internationales Ergebnis. Im Einzel gewann er hinter Günther Beck und Andreas Stitzl die Bronzemedaille. Zu Beginn der Weltcup-Saison 2001/02 gewann Poirée in Hochfilzen als 27. im Sprint erstmals Weltcuppunkte. Nur noch einmal, als 16. im Einzel von Osrblie, konnte er ein besseres Ergebnis in einem Einzelrennen schaffen. Mit der Staffel erreichte er in Antholz mit Gilles Marguet, Ferréol Cannard und Julien Robert hinter Norwegen den zweiten Rang. Bestes Ergebnis bei der Europameisterschaft 2003 in Kontiolahti wurde Platz acht in der Verfolgung. Ein Jahr später in Forni Avoltri wurde Poirée unter anderem Zwölfter im Einzel und Neunter mit der Staffel. Seit der Saison 2002/03 wurde der Franzose fast nur noch im Europacup eingesetzt. In Gurnigel gewann er 2003, wie auch in Brusson 2004, ein Verfolgungsrennen. 2004 beendete er seine Karriere.

## Biathlon-Weltcup-Platzierungen
Die Tabelle zeigt alle Platzierungen (je nach Austragungsjahr einschließlich Olympische Spiele und Weltmeisterschaften).
- 1.–3. Platz: Anzahl der Podiumsplatzierungen
- Top 10: Anzahl der Platzierungen unter den ersten zehn (einschließlich Podium)
- Punkteränge: Anzahl der Platzierungen innerhalb der Punkteränge (einschließlich Podium und Top 10)
- Starts: Anzahl gelaufener Rennen in der jeweiligen Disziplin

| Platzierung | Einzel | Sprint | Verfolgung | Massenstart | Staffel | Gesamt |
| ----------- | ------ | ------ | ---------- | ----------- | ------- | ------ |
| 1. Platz    |        |        |            |             |         |        |
| 2. Platz    |        |        |            |             | 1       | 1      |
| 3. Platz    |        |        |            |             |         |        |
| Top 10      |        |        |            |             | 2       | 2      |
| Punkteränge | 1      | 1      |            |             | 1       | 3      |
| Starts      | 6      | 11     | 5          |             | 4       | 26     |